# Rediu (Bâra), Neamț
Rediu este un sat în comuna Bâra din județul Neamț, Moldova, România.

## Moscheea Maria
În anii 2013-2014, în sat a fost ridicată Moscheea Maria – prima moschee din România construită de către cetățeni etnici români convertiți la islam și totodată, prima moschee din județul Neamț. Numele moscheii face trimitere la Fecioara Maria, respectată în islam ca mama profetului Iisus. Inițiativa a aparținut lui Daniel Cîniparu, român creștin-otodox convertit la islam, originar din Turda. Fondurile pentru construirea locașului au venit din donațiile românilor convertiți la islam sau ale altor musulmani din țară. Cu această ocazie a luat naștere și Asociația Moscheea Maria.